# Glossotherium
Il glossoterio (gen. Glossotherium) era un grande mammifero xenartro vissuto nel Pliocene e nel Pleistocene (tra 2 milioni di anni fa e 12.000 anni fa) in Sudamerica.

## Artigli ricurvi e lingua lunga
Lungo circa quattro metri, questo grande animale imparentato con gli attuali bradipi era in grado di assumere una posizione bipede reggendosi sulla coda robusta. Questa posizione gli permetteva di cibarsi delle alte fronde degli alberi, allungando le zampe anteriori munite di artigli ricurvi per portare alla bocca le foglie. Probabilmente il glossoterio possedeva una lunga lingua prensile (il nome significa più o meno "bestia lingua") che permetteva all'animale di inghiottire i ramoscelli. A causa della sua taglia e della sua forza, il glossoterio aveva ben pochi nemici naturali, ad eccezione forse delle tigri dai denti a sciabola del genere Smilodon. Si presume che il glossoterio si sia estinto circa 12.000 anni fa, verso la fine del Pleistocene.

## Confusione tassonomica
I resti di glossoterio sono stati rinvenuti esclusivamente in Sudamerica, ma un genere assai simile, Paramylodon, è stato ritrovato in Nordamerica, e spesso i resti di quest'ultimo animale sono stati confusi e assegnati erroneamente a Glossotherium. I primi esemplari di glossoterio sono conosciuti nel Pliocene, e sono rappresentati dalla specie G. chapadmalense. Tutti gli esemplari pleistocenici, invece, sono attribuiti alla ben nota specie G. robustum. In realtà è possibile che vi fossero altre specie, e l'intero genere ha bisogno di una revisione tassonomica; nel 2019 è stata descritta una nuova specie, G. phoenesis, proveniente dal Pleistocene superiore del Brasile.